# Anopheles brucei
Anopheles brucei este o specie de țânțari din genul Anopheles, descrisă de Michael William Service în anul 1960.
Este endemică în Nigeria. Conform Catalogue of Life specia Anopheles brucei nu are subspecii cunoscute.